# Bäckhammar
Bäckhammar è un'area urbana della Svezia situata nel comune di Kristinehamn, contea di Västra Götaland.
La popolazione rilevata nel censimento 2010 era di 284 abitanti .